# 盖恩夫人
盖恩夫人（Jeanne-Marie Bouvier de la Motte-Guyon，Madame Jeanne Guyon， 法語：[gɥi.jɔ̃]；1648年4月13日—1717年6月9日），17世纪法国内里生命派（奥秘派）和寂靜主義的代表人物，虽然她从来不称自己为寂靜主义者。寂靜主義被罗马天主教定为异端。她出版《简易祷告法》（A Short and Very Easy Method of Prayer）一书后，从1695年至1703年被监禁。
从17世纪直到如今，一些基督徒直接或间接的受到她的影响，如中国的倪柝声及他的小群运动，及后来的召会。持守加尔文主义的神学家，如19世纪的查尔斯·贺智在他的系统神学里对寂静主义进行了批判。盖恩夫人是天主教徒，她在《馨香的没药》里披露的一些细节显示她仍然遵守天主教的做法，如敬禮马利亚等。

## 早年与婚姻
1648年4月13日，盖恩夫人生于法国蒙塔日，位于巴黎以南110公里，奥尔良以东70公里。父亲克劳德·布维耶是蒙塔日的法庭检察官。她自幼多病，敏感而细腻，耽误了受教育。她的童年是在修道院和家中交替度过的，在十年内来回搬了九次。她的父母是非常虔诚的人，对她进行特别虔诚的训练。她年轻时留下的其他重要印象来自阅读聖方濟各·沙雷氏的作品，以及某些修女和她的老师。在她结婚之前，曾想成为一名修女，但这一愿望并没有持续太久。
1664年，当她15岁时，在拒绝了许多其他提议后，她被迫嫁给蒙塔日一位38岁的富有的绅士盖恩（Jacques Guyon）。在她结婚的十二年里，盖恩夫人在婆婆和女佣的手中遭受了可怕的痛苦。更令她痛苦的是，母亲、儿子和同父异母的妹妹相继去世。1672年7月，她的女儿和父亲在几天内相继去世。但盖恩夫人仍然相信上帝的完美计划，她将在苦难中得到祝福。在1676年她丈夫去世前不久，她又生了一个儿子和女儿。在这次历时12年的不幸婚姻中，盖恩夫人生了五个孩子，其中三个活了下来，最后在28岁时成为寡妇。
在她婚姻期间，盖恩夫人从巴尔纳伯修会（Barnabite）的弗朗索瓦·拉孔贝神父（Fr.François Lacombe）接触到奥秘派，并受他教导。

## 寡居

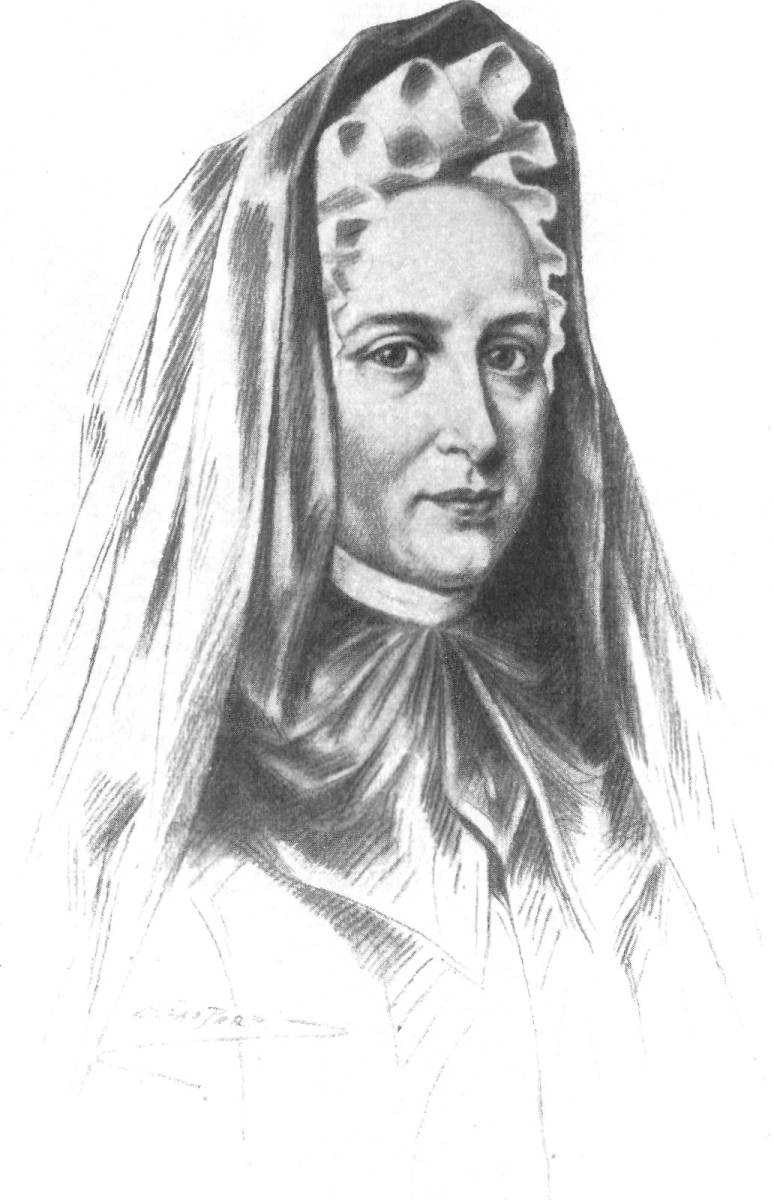
盖恩夫人

丈夫死后，盖恩夫人最初作为一个富有的寡妇安静地生活在蒙塔日。1679年，她与弗朗索瓦·拉孔贝重新建立了联系，他是萨伏依的托农莱班巴尔纳伯修会的会长。
在1680年经历了第三次神秘的经历后，盖恩夫人感到自己被引导去日内瓦。日内瓦主教让·德阿伦松·德亚历克斯说服她用她的钱在萨沃伊的热克斯为“新天主教徒”建一所房子，作为该地区新教徒改宗计划的一部分。1680年7月，盖恩夫人带着小女儿离开蒙塔日，前往热克斯。
然而，这个计划存在问题，盖恩夫人与负责这所房子的修女发生了冲突。日内瓦主教派拉孔贝神父出面干预。这时，盖恩夫人将内里生命介绍给拉孔贝。她的女儿进入托农莱班的 Ursuline 修道院领取年金，盖恩夫人继续在热克斯工作，经历了疾病和巨大的困难，包括家人的反对。她把两个儿子的親權交给了婆婆，放弃了大部分个人财产，只是为自己留了一大笔年金。
天主教日内瓦教区主教最初很欢迎她，但是因为她的奥秘派观点，要求她离开教区，同时驱逐了拉孔贝神父，他随后去了天主教韦尔切利总教区。
盖恩夫人跟随她的导师到都灵，然后返回法国，住在格勒诺布尔，在那里更广泛地传播她的宗教信仰，出版

## 死亡和影响
1704年，她的作品在荷兰出版，非常受欢迎。许多英国人和德国人去布卢瓦拜访她，其中有约翰·韦特斯坦（Johann Wettstein）和福布斯勋爵（Lord Forbes）。她的余生都在布卢瓦，与女儿，布卢瓦侯爵一起度过，最后在那里去世，享年69岁。她从未打算脱离天主教会。
她发表的作品 Moyen Court和 Règles des associées à l'Enfance de Jésus,均于1688年列入《禁书目录》。

## 一生的十字架经历
盖恩夫人的一生受过许多苦难：幼年母亲的虐待、丈夫的无情、婆婆的责骂、疾病缠累、天花毁容（23岁）、青年守寡、孩子夭折、受人侮辱。

### 遭天主教會關押
後半生，被天主教会冤枉，下在监中。她说：「主指示我全世界没有一个人帮助我，都要发怒反对我；但是在极深沉的安静中祂的话对我说，我必得无限量属灵的子孙，是藉着十字架生出来的」。家人禁止她过虔诚的生活。1676年丈夫去世。後來受到属灵运动的影响，追求内裡生命。因此倍受天主教会的逼迫。两次被囚禁在巴士底狱，第一次8个月，第二次4年之久。以後又被放逐到卢瓦尔河旁的布卢瓦，以终餘年。
1702年才从巴士底狱出来，年正54岁。由于在狱时倍受寒暑潮湿之故，以至身体极度软弱，1717年6月9日去世，时年69岁。

但她在苦难中操练绝对顺服神，破碎己的生命，拒绝自己，达到无己的属灵境界；她从不怨天尤人，反而说这是神许可的雕刻和修理。她不但不恨仇敌，反而爱他们，常替他们祷告。

## 著作
- 《馨香的没药》 （页面存档备份，存于）（在狱中写的自传） （《Sweet Smelling Myrrh》）
- 《由死亡得生命》
- 《简易祈祷法》 （页面存档备份，存于）
- 《盖恩夫人的信》

以上著作都已由俞成华（上海教会的长老，1901-1956）译成中文。
- 《盖恩夫人自传全译本》 （页面存档备份，存于）

这套书由驴驹于2011年12月翻译出版。